# Anatoli Yablunovski
Anatoli Vladímirovich Yablunovski –en ruso, Анатолий Владимирович Яблуновский– (Odesa, 23 de octubre de 1949) es un deportista soviético que compitió en ciclismo en la modalidad de pista, especialista en las pruebas de velocidad individual y tándem.
Ganó tres medallas en el Campeonato Mundial de Ciclismo en Pista entre los años 1973 y 1976.

## Medallero internacional
| Campeonato Mundial | Campeonato Mundial           | Campeonato Mundial | Campeonato Mundial       |
| Año                | Lugar                        | Medalla            | Competición              |
| ------------------ | ---------------------------- | ------------------ | ------------------------ |
| 1973               | San Sebastián ( España)      | Medalla de plata   | Velocidad individual (A) |
| 1975               | Rocourt ( Bélgica)           | Medalla de bronce  | Tándem (A)               |
| 1976               | Monteroni di Lecce ( Italia) | Medalla de bronce  | Tándem (A)               |